# Ryszard Bagiński

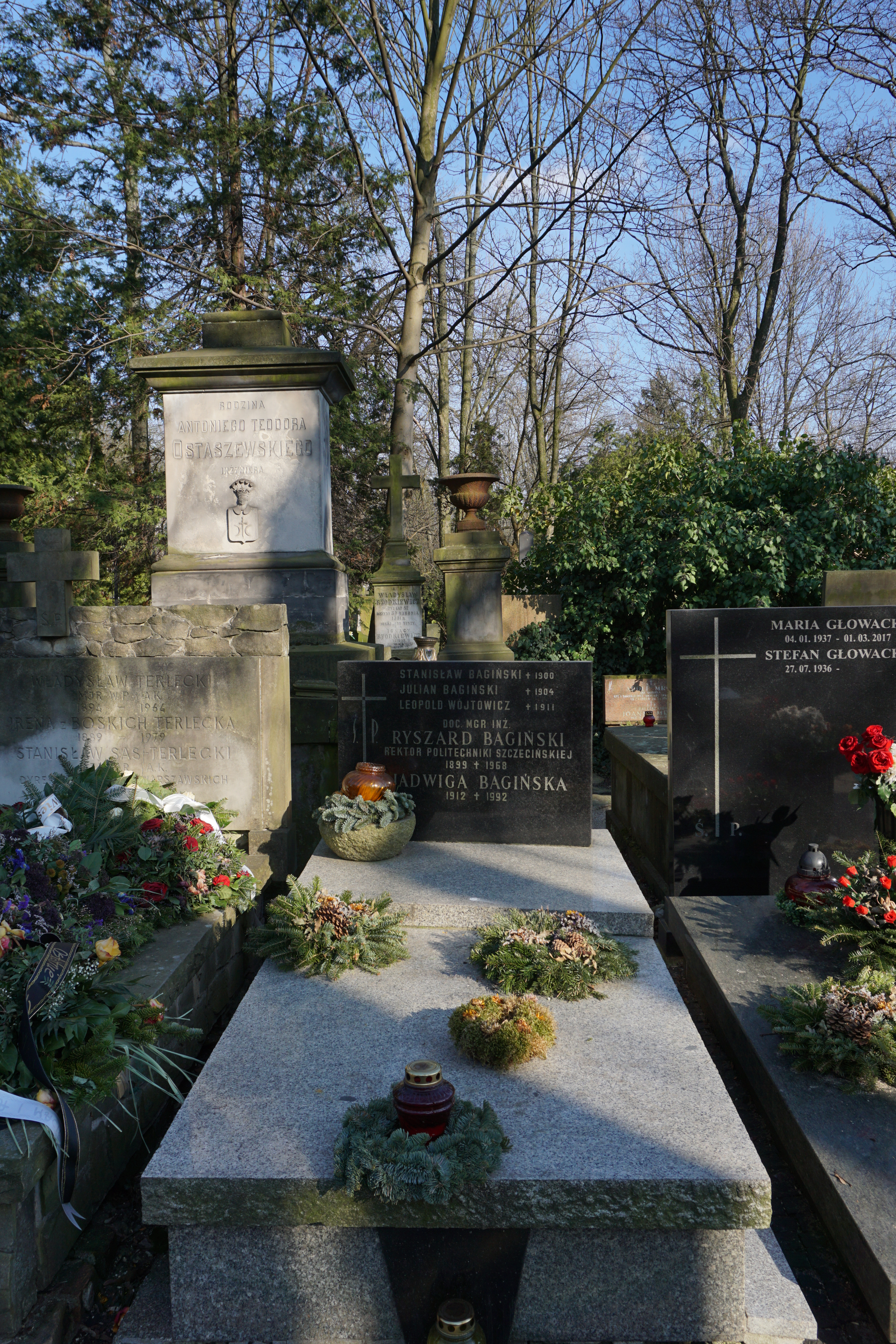
Grób Ryszarda Bagińskiego na Cmentarzu Powązkowskim

Ryszard Bagiński (ur. 30 kwietnia 1899 w Warszawie, zm. 1 października 1968 tamże) – polski inżynier, specjalista w zakresie hydrotechniki, nauczyciel akademicki, rektor Politechniki Szczecińskiej (1951-1952)

## Życiorys
Ryszard Bagiński ukończył studia wyższe w 1926 na Wydziale Inżynierii Wodnej Politechniki Warszawskiej, otrzymując dyplom magistra inżyniera budownictwa wodnego. Podczas II wojny światowej działał w ruchu oporu, był członkiem Armii Krajowej i szefem KEDYWU w Mławie. Po zakończeniu wojny przybył do Szczecina, gdzie od 1945 pracował jako naczelnik Wydziału Wodno-Melioracyjnego. Podjął pracę nauczyciela w szczecińskiej Szkole Inżynierskiej (SI) bezpośrednio po jej powołaniu w grudniu 1946, a przekształconej w 1955 w Politechnikę Szczecińską. 20 stycznia 1947 otrzymał nominację na jej dyrektora, którym był do 30 września 1951, a od 1 października 1951 został rektorem SI i funkcję tę sprawował do 30 września 1952. W 1956 otrzymał tytuł naukowy docenta. W latach 1957–1959 pełnił funkcję prorektora ds. studiów zaocznych. Sprawował także obowiązki dziekana Wydziału Budownictwa Wodno-Melioracyjnego (1962–1963). Był organizatorem i kierownikiem Katedry Budownictwa Wodnego od 1947 aż do chwili opuszczenia Szczecina w 1964.
Był członkiem zwyczajnym Wydziału Nauk Matematycznych i Technicznych Szczecińskiego Towarzystwa Naukowego.
W 1964 przeniósł się do Warszawy, gdzie był zatrudniony w Instytucie Gospodarki Wodnej na stanowisku samodzielnego pracownika naukowo-badawczego.
Ryszard Bagiński został pochowany na Cmentarzu Powązkowskim w Warszawie (kw. 173-6-16).

## Praca naukowa
Działalność badawcza docenta Ryszarda Bagińskiego dotyczyła problemów hydrotechniki oraz zagadnień wodno-kanalizacyjnych. Był pomysłodawcą i wykonawcą w 1976 pierwszego projektu ujęcia wody dla Szczecina z jeziora Miedwie, autorem kompleksowego projektu zaopatrzenia w wodę rolnictwa w regionie szczecińskim, a także oczyszczalni ścieków dla dużych zakładów chemicznych. Działał na rzecz odbudowy małych elektrowni wodnych. Jest autorem skryptów akademickich z hydrologii i budownictwa wodnego.

## Wybrane publikacje[10]
- Budowle wodne. Hydrologia cz. I. Wydaw. Szkoła Inżynierska w Szczecinie 1954
- Budowle wodne. Budowle piętrzące cz. II. Wydaw. Szkoła Inżynierska w Szczecinie 1956
- Budowle wodne. PWN Warszawa 1964, 470 ss.

## Odznaczenia[1]
- Medal 10-lecia Polski Ludowej
- Złota Odznaka Gryfa Pomorskiego
- Medal Politechniki Szczecińskiej